# Нестеровский сельсовет (Оренбургская область)
Нестеровский сельсовет — сельское поселение в Новосергиевском районе Оренбургской области Российской Федерации.
Административный центр — село Нестеровка.

## История
Статус и границы сельского поселения установлены Законом Оренбургской области от 9 марта 2005 года № 1906/314-III-ОЗ «О муниципальных образованиях в составе муниципального образования Новосергиевский район Оренбургской области»

## Население
| 2010 | 2012 | 2013 | 2014 | 2015 | 2016 | 2017 |
| ---- | ---- | ---- | ---- | ---- | ---- | ---- |
| 891  | ↘863 | ↘834 | ↘812 | ↘805 | ↘799 | ↘780 |
| 2018 | 2019 | 2020 | 2021 |      |      |      |
| ↘749 | ↘724 | ↘701 | ↘663 |      |      |      |

## Состав сельского поселения
| № | Населённый пункт | Тип населённого пункта       | Население |
| - | ---------------- | ---------------------------- | --------- |
| 1 | Боголюбовка      | село                         | 7         |
| 2 | Ключёвка         | село                         | 255       |
| 3 | Кодяковка        | село                         | 45        |
| 4 | Нестеровка       | село, административный центр | 584       |
| 5 | Роптанка         | село                         | 0         |